# Vila-seca (Palafrugell)
Vila-seca és un veïnat de Palafrugell que el 2009 tenia 38 veïns. Es troba a llevant de la vila, situat al costat del barri el Bruguerol, amb 212 veïns.
El poblament del veïnat de Vila-seca —avui pràcticament ajuntat al nucli urbà de Palafrugell— té origen romà. El veïnat, a més, dona nom a la riera de Vila-seca, tributària de l'Aubi. Aprofitant la riera de Vila-seca s'estableix una zona d'explotació d'hortes que és el que queda de l'expansió d'aquest tipus d'establiment d'explotació agrària de caràcter unifamiliar pels sectors planers o en lleu pendent a migdia de l'antic nucli de la vila. N'ha desaparegut un nombre considerable amb l'expansió urbana, sobretot des de les darreries del segle xix.
Pel que fa al patrimoni monumental, s'hi troba la torre de Vila-seca, una torre de defensa declarada com a bé cultural d'interès nacional, construïda per prevenir els atacs dels pirates i corsaris.
Una de les organitzacions més actives del veïnat és l'Associació de Veïns dels barris Vila-seca i Bruguerol.